# 李完興
李完興（1887年—1970年），朝鮮高宗的後宮嬪妃，封為貴人。
李完興13歲時由姑母介紹入宮為宮女，擔任景福宮洗手間的至密內人，後被高宗寵幸，懷孕，在純宗7年7月 3日生下一子李堉，升為貴人，賜堂號光華堂，但是王子兩歲即夭折。後與承恩尚宮金玉基於宮中爭寵。50歲時出宮與兄弟同住金谷陵境內。 

## 附註
1. ↑  至密是宮中內官的一種職稱，負責國王、王妃以及王大妃的食衣住行，簡單的說就是幾位上殿貼身的宮女，也因此至密內人得到國王寵幸的機會會高一些